# Air Glaciers
Air Glaciers — швейцарська авіакомпанія зі штаб-квартирою в місті Сьон, що надає послуги чартерних пасажирських та вантажних перевезень на легкомоторних літаках і вертольотах, забезпечення роботи санітарної авіації.
Портом приписки перевізника є аеропорт Сьон.

## Історія
Авіакомпанія була заснована в 1965 році для роботи в якості санітарної авіації. Спочатку компанія мала тільки один вертоліт, потім поетапно набувала невеликі літаки і вертольоти, відкривши надалі рейси аеротаксі між Швейцарією і Корсикою.

## Флот

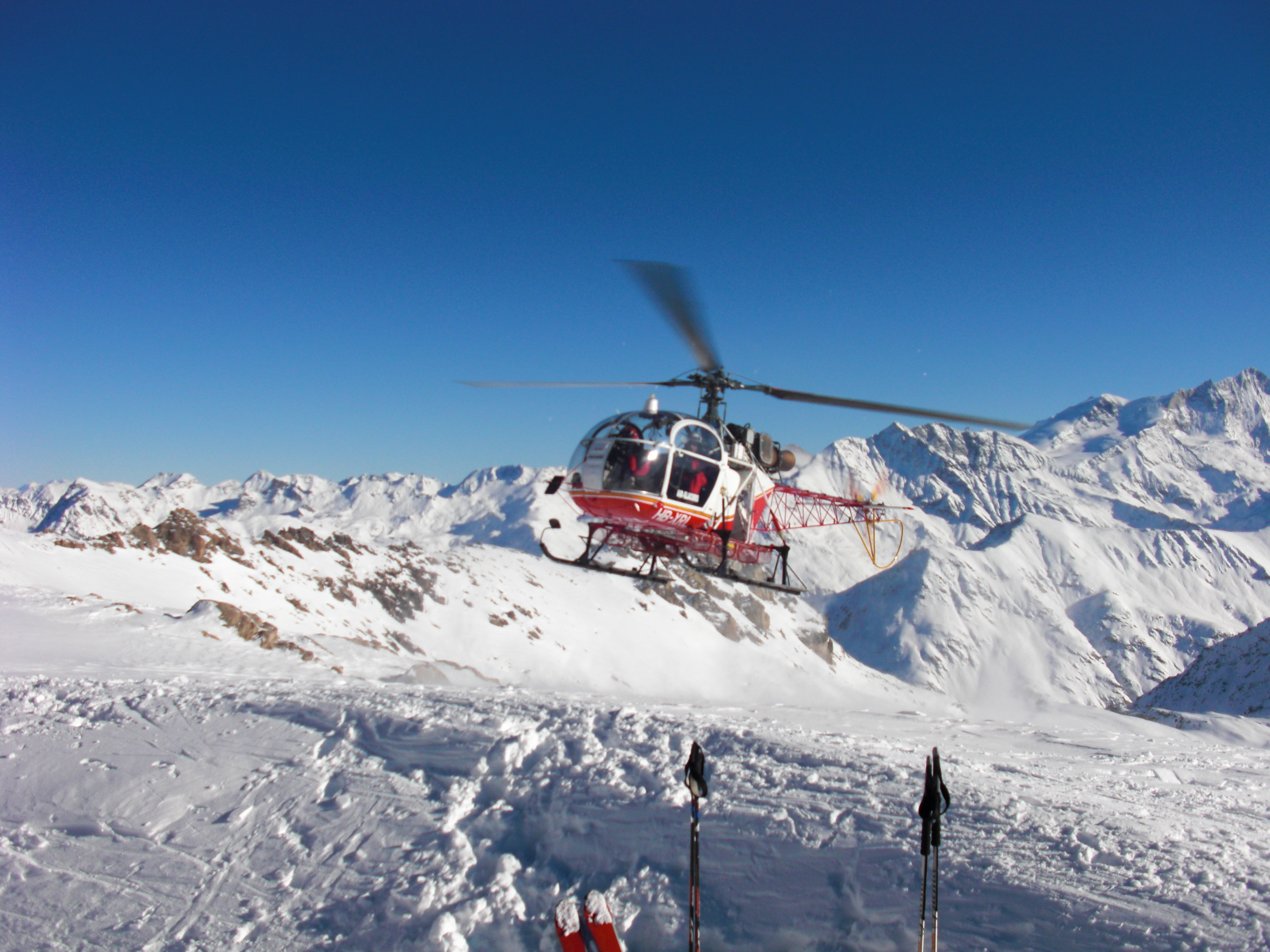
Aérospatiale SA.315B Lama авіакомпанії Air Glaciers у заході на посадку в Вале, розташованому на висоті 2983 метри над рівнем моря

У грудні 2013 року авіакомпанія Air Glaciers експлуатувала такі повітряні судна: